# Durk van der Mei
Durk Frederik (Durk) van der Mei (Brummen, 13 oktober 1924 − Zutphen, 2 februari 2018) was een Nederlands politicus namens de CHU en het CDA.
Van der Mei bezocht het Christelijk Lyceum in Zutphen. Vervolgens studeerde hij economie aan de Gemeentelijke Universiteit te Amsterdam, waar hij daarna van 1953 tot 1956 werkzaam was als kandidaat-assistent.
Van der Mei werd bij de verkiezingen van 1956 gekozen tot lid van de Tweede Kamer namens de CHU. Hij was ruim vijfentwintig jaar volksvertegenwoordiger en bouwde in de beginjaren van zijn lidmaatschap zijn redevoeringen vaak op met citaten uit wetenschappelijke publicaties, waarover hij de mening van de minister vroeg. Hij was tevens van 1959 tot 1965 adviseur van het CNV. Als Tweede Kamerlid was hij woordvoerder voor financieel-economische zaken. Van 9 maart 1976 tot 30 december 1977 was hij tevens lid van het Europees Parlement, aangewezen door de Staten-Generaal.
Op 28 december 1977 werd Van der Mei benoemd tot staatssecretaris in het kabinet-Van Agt I, belast met de portefeuille Europese samenwerking op het ministerie van Buitenlandse Zaken. Hij keerde in 1981 nog drie jaar voor het CDA terug in de Tweede Kamer en was toen woordvoerder voor Buitenlandse Zaken en handelspolitiek.
Van der Mei was ook maatschappelijk zeer actief; hij vervulde vele nevenfuncties.
Van der Mei was Commandeur in de Orde van Oranje-Nassau en Ridder in de Orde van de Nederlandse Leeuw. Van der Mei had 3 kinderen en woonde in Vorden. Hij overleed begin 2018 op 93-jarige leeftijd en werd begraven in Bakkeveen.
- International Standard Name Identifier: 0000 0003 9025 1841
- Nederlandse Thesaurus van Auteursnamen: 288514343
- Parlement.com: vg09ll3a01yt
- Virtual International Authority File: 283816561
- WorldCat: E39PBJqfH8K6ht77RXH9QXPCwC